# توماس مانغاني
توماس مانغاني (بالفرنسية: Thomas Mangani)‏ (مواليد 29 أبريل 1987 في كاربينتراس - فرنسا) لاعب كرة قدم فرنسي يلعب حاليا لصالح نادي الدرجة الأولى موناكو الفرنسي منذ 2005 في مركز قلب الدفاع .

## روابط خارجية
- توماس مانغاني على موقع رابطة كرة القدم الفرنسية للمحترفين (الإنجليزية)
- توماس مانغاني على موقع قاعدة بيانات كرة القدم.إي يو (الإنجليزية)
- توماس مانغاني على موقع Soccerway.com (الإنجليزية)
- توماس مانغاني على موقع عالم كرة القدم.نت (الإنجليزية)
- توماس مانغاني على موقع كووورة
- توماس مانغاني على موقع AS.com (الإسبانية)